# Hugh of Northwold

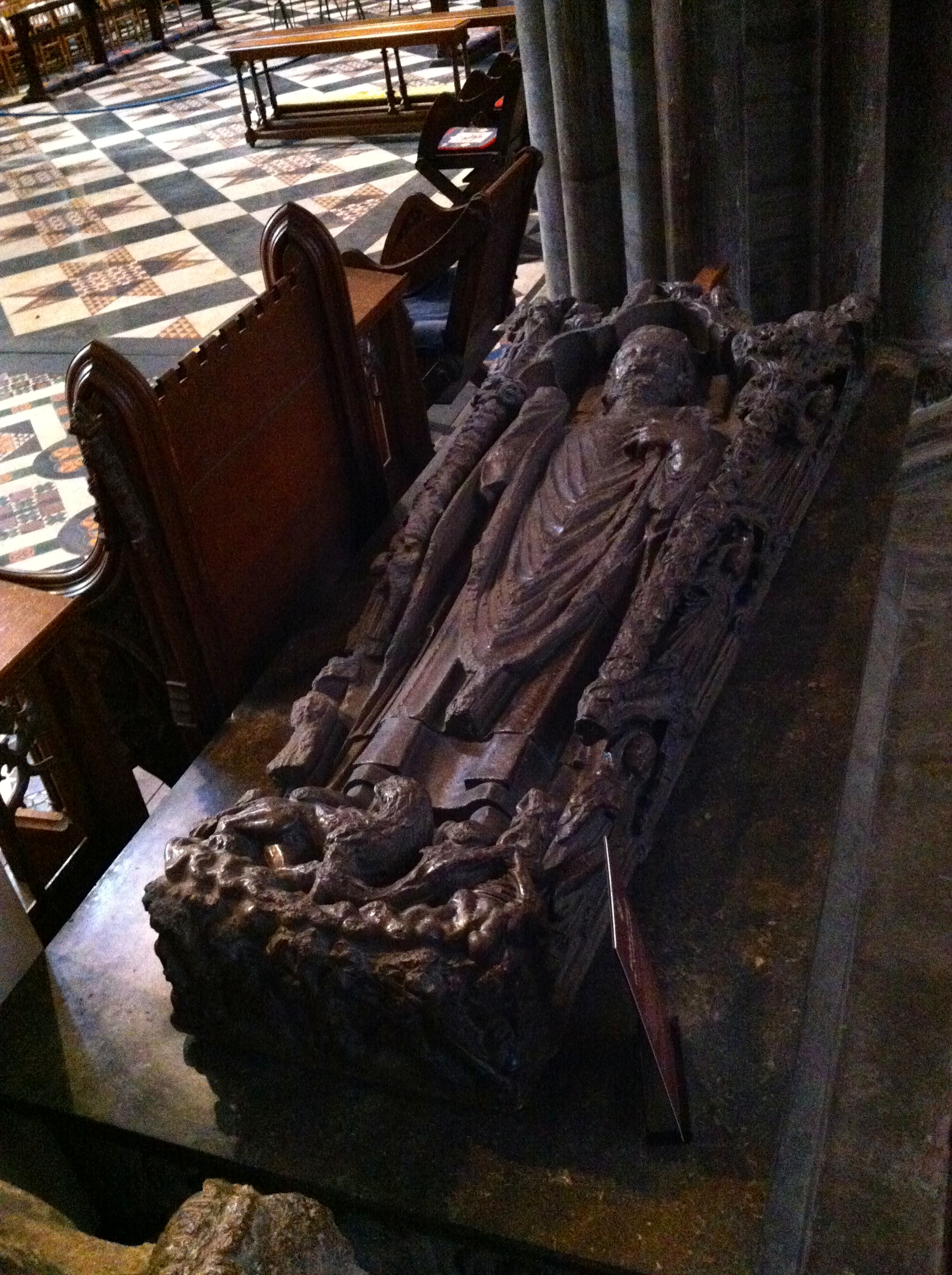
Grabmal von Hugh of Northwold in der Kathedrale von Ely

Hugh of Northwold OSB († 6. August 1254 in Downham Market) war ein englischer Ordensgeistlicher. 1212 wurde er zum Abt der Abtei St Edmund gewählt. Ab 1229 war er Bischof von Ely.

## Herkunft und Wahl zum Abt von St Edmunds
Hugh nannte sich nach dem Dorf Northwold in Norfolk. Seine Eltern hießen Peter und Emma, sonst ist über sie nichts bekannt. 1202 legte er in der Abtei St Edmunds als Mönch das Ordensgelübde ab. Nach dem Tod von Abt Samson Ende 1211 befahl König Johann Ohneland am 25. Juli 1212, dass eine Abordnung der Mönche in seiner Gegenwart einen neuen Abt wählen solle. Die Mönche kamen dieser Aufforderung jedoch nicht nach. Sie ignorierten das traditionelle Recht des Königs, den Abt vorzuschlagen und wählten den stellvertretenden Kellermeister Hugh of Northwold zum neuen Abt.

## Abt von St Edmunds
Der König war über diesen Vorgang höchst erzürnt, und auch ein Teil des Konvents war so unzufrieden mit dem Verlauf der Wahl, dass die Mönche in zwei sich heftig streitende Lager geteilt waren. Der Streit, in den nicht nur der König, sondern auch Erzbischof Stephen Langton und der päpstliche Legat Guala Bicchieri involviert wurden, zog sich über drei Jahre hin. Beide Seiten wandten sich an Papst Innozenz III., und Hugo selbst verließ zeitweise England und zog sich ins französische Poitou zurück. Von dort begann er 1214 mit dem König über seine Rückkehr zu verhandeln. Hugos Unterstützer hatten das sich wandelnde kanonische Recht auf ihrer Seite, das einer freien Wahl immer größere Bedeutung zumaß, und Papst Innozenz III. unterstützte nun klar den frei gewählten Hugo. Scheinbar schlossen sich auch zahlreiche königliche Ratgeber dieser Sichtweise an. Angesichts der schwierigen Lage von König Johann, der auf die Unterstützung des Papstes angewiesen war, akzeptierte dieser am 10. Juni 1215 die Wahl von Hugh of Northwold. Wenige Tage später musste der König unter dem Druck einer Adelsopposition die Magna Carta akzeptieren.
Noch bevor er offiziell zum Abt erhoben wurde, ordnete Northwold eine Erfassung der Besitzungen des Klosters an. Politisch dagegen betätigte er sich nur gelegentlich. Im November 1218 diente er als Zeuge einer königlichen Urkunde. In Thetford und in Bury selbst diente er als Assize-Richter, und 1227 war er Vorsitzender der in Norfolk tätigen königlichen Richter.

## Bischof von Ely

### Wahl zum Bischof
Am 17. September 1228 war Bischof Geoffrey de Burgh von Ely gestorben. Da der Prior des Kathedralpriorats um dieselbe Zeit verstorben war, verzögerte sich die Wahl eines neuen Bischofs. Um den 3. Februar 1229 wurde schließlich Hugh of Northwold von den Mönchen des Kathedralpriorats zum neuen Bischof gewählt. Als Bischof legte Northwold sein Amt als Abt nieder. Am 26. Mai 1229 wurden Northwold die Temporalien der Diözese Ely übergeben, und am 10. Juni wurde er in Canterbury zum Bischof geweiht.

### Politische Tätigkeit
Um die Unterstützung von Bischof Northwold für seine Politik zu erhalten, schenkte König Heinrich III. 1232 Northwold Wildbret aus den königlichen Forsten, und 1233 beendete er einen jahrelangen Streit der Bischöfe von Ely mit den Sheriffs von Cambridgeshire, indem er gegen eine Zahlung von 500 Mark zahlreiche Privilegien der Bischöfe bestätigte. 1235 reiste Northwold in die Provence, um die Grafentochter Eleonore, die Braut des Königs, nach England zu geleiten. 1237 sollte er als Gesandter des Königs zum römisch-deutschen Kaiser Friedrich II. reisen, doch die Gesandtschaft brach nie auf. Im selben Jahr versuchte Northwold vom König das Pfründenbesetzungsrecht für Thorney Abbey zu erhalten, das schon König Johann den Bischöfen von Ely zugesagt hatte. In den nächsten Jahren war Northwold anscheinend seltener am Königshof. Im Oktober 1241 war er noch einmal in Westminster, danach wird er erst während des Parlaments im Februar 1248 am Hof erwähnt. Im Oktober 1248 beklagte Northwold sich beim König, dass der neue Jahrmarkt in Westminster für den Jahrmarkt von Ely schädlich sei. Der König nahm seine Beschwerde jedoch nicht ernst. Der verärgerte Northwold weigerte sich deshalb 1249, Aymer de Lusignan, einem der Halbbrüder des Königs, die Rechte an der Kirche von Dereham in Norfolk zu übergeben, und übergab sie an Robert Passelewe. Zusammen mit anderen Bischöfen lehnte er 1251 das Vorhaben von Erzbischof Bonifatius von Canterbury ab, eine Visitation der Diözesen der Kirchenprovinz Canterbury durchzuführen. Im Januar 1252 war er anlässlich des Festtags von Eduard dem Bekenner am Königshof in Westminster, doch im Oktober 1252 lehnte er einer Besteuerung der Geistlichkeit durch den König ab. Nach Angaben von Matthew Paris soll der König in einem persönlichen Gespräch versucht haben, die Unterstützung von Northwold für seine Steuerpläne zu erhalten. Der finanzschwache König versprach ihm zukünftige Belohnungen, doch Northwold blieb bei seiner Ablehnung, worauf ihm der verärgerte König erbitterte Vorwürfe machte und das Gespräch beendete. Immerhin diente Northwold 1252 als einer der Erheber des Zehnten, der dem König zur Finanzierung eines geplanten Kreuzzugs gewährt worden war. Dies besänftigte den König scheinbar so, dass Northwold am 3. Mai 1253 an der erneuten Anerkennung der Magna Carta durch den König und am 5. Januar 1254 an einem Festmahl von Königin Eleonore teilnehmen durfte.

### Wirken als Bischof
Als Bischof von Ely verbesserte Northwold nach dem Vorbild des Klosters St Edmund die Verwaltung der Besitzungen der Diözese. 1251 ließ er eine Erhebung der bischöflichen Güter durchführen. Er ermöglichte dabei Bauern sich freizukaufen, und durch die Pachten, die er nun von ihnen kassierte, konnte er seine Einkünfte teils verdoppeln. Dies verlief zusammen mit Landurbarmachung in den Fens, die er zusammen mit Thorney Abbey durchführte. Als Ergebnis konnte er umfangreiche Ländereien zwischen Thorney, Wisbech und Leverington gewinnen. Von seiner effektiven Verwaltung profitierte auch das Kathedralpriorat von Ely, das die Rektorate von Witcham, Hauxton und St Mary in Ely erhielt. In Ely legte er die beiden bestehenden Hospitäler zusammen. Für das neue Hospital erließ er neue Regeln, und auch die Verwaltung des Hospitals von St John in Cambridge wurde verbessert. Dazu beachte Northwold besonders die wachsende Universität von Cambridge. Im Mai 1231 ordnete er Maßnahmen an, um die Disziplin der Studenten zu erhöhen. Anscheinend gewährte er Studenten aber auch Wohnraum im Rektorat von St Peter am Trumpington Gate, das später Little St Mary's genannt wurde.
Northwold ließ vor allem den Bischofspalast von Ely, Wisbech Castle sowie seine Residenzen in Downham Market und Hatfield in größeren Umfang ausbauen. An der Kathedrale von Ely ließ das Presbyterium, den östlichen Teil des Chors neu bauen, der den neuen Schrein der heiligen Etheldreda aufnahm. Die Arbeiten dafür begannen spätestens 1235 und dauerten mindestens bis 1252. Insgesamt wendete Northwold für den Bau über £ 5350 auf. Diese hohen Kosten entstanden vor allem durch das Gewölbe, dass in der Kathedrale erstmals aus Stein war, und durch die prächtigen Verzierungen des Baus. Am 17. September 1252 fand die feierliche Weihe des Presbyteriums in Anwesenheit des Königs und von zahlreichen Prälaten und Magnaten statt.

## Tod und Nachwirkung
Als Benediktiner, der als Prälat dem König Widerspruch leistete, wurde Northwold vom Chronisten Matthew Paris, der ebenfalls Benediktiner war, bewundert. Nach Northwolds Tod 1254 wurde er hinter dem Hochaltar im neuen Presbyterium der Kathedrale beigesetzt. Sein prächtiges Mamorgrab ziert eine Darstellung des Märtyriums von Edmund dem Märtyrer, was sich wohl auf Northwolds Zeit als Abt von St Edmund bezieht. Aus den Einkünften der von ihm vor 1248 erworbenen Güter von Totteridge in Hertfordshire und Bramford in Suffolk sollten Messen für sein Seelenheil gelesen werden. Weitere Messen ließ er für die Mönche des Kathedralpriorats lesen, denen er dazu eine Reihe prächtiger Messgewänder hinterließ.